# Parafia św. Józefa w Rockville
Parafia św. Józefa w Rockville (ang. St. Joseph's Parish) – parafia rzymskokatolicka  położona w Rockville, Connecticut, Stany Zjednoczone.
Jest ona jedną z wielu etnicznych, polonijnych parafii rzymskokatolickich w Nowej Anglii z mszą św. w j. polskim dla polskich imigrantów.
Nazwa parafii jest związana z kultem św. Józefa.
Ustanowiona w 1905 roku.

## Duszpasterze
- Ks. Charles Wotypka (1905–1908)
- Ks. Joseph Culkowski (1908–1909)
- Ks. Maximilian Soltysek (1909–1917)
- Ks. Leon Wierzynski (1917–1918)
- Ks. Franciszek Wladasz (1918–1922)
- Ks. Stefan Bartkowski (1922–1927)
- Ks. Zygmunt Woroniecki (1927–1949)
- Ks. Hyacinth Lepak (1949–1975)
- Ks. Aloysius Kisluk (1975–1988)
- Ks. Joseph Hanks (1988–1994)
- Ks. Joseph M. Olczak (1994–2008)
- O. Krzysztof Wieliczko O.S.P.P.E. (2008–2010)
- O. Krzysztof Drybka O.S.P.P.E. (2010- 2021)
- O. Bogdan Olzacki O.S.P.P.E. (2016- 2021)
- Ks. Tadeusz Zadorozny (2021-present)